# Sants canonitzats pel Papa Francesc
Aquest article conté una llista dels sants canonitzats pel Papa Francesc durant el seu pontificat que s'inicià el 2013.

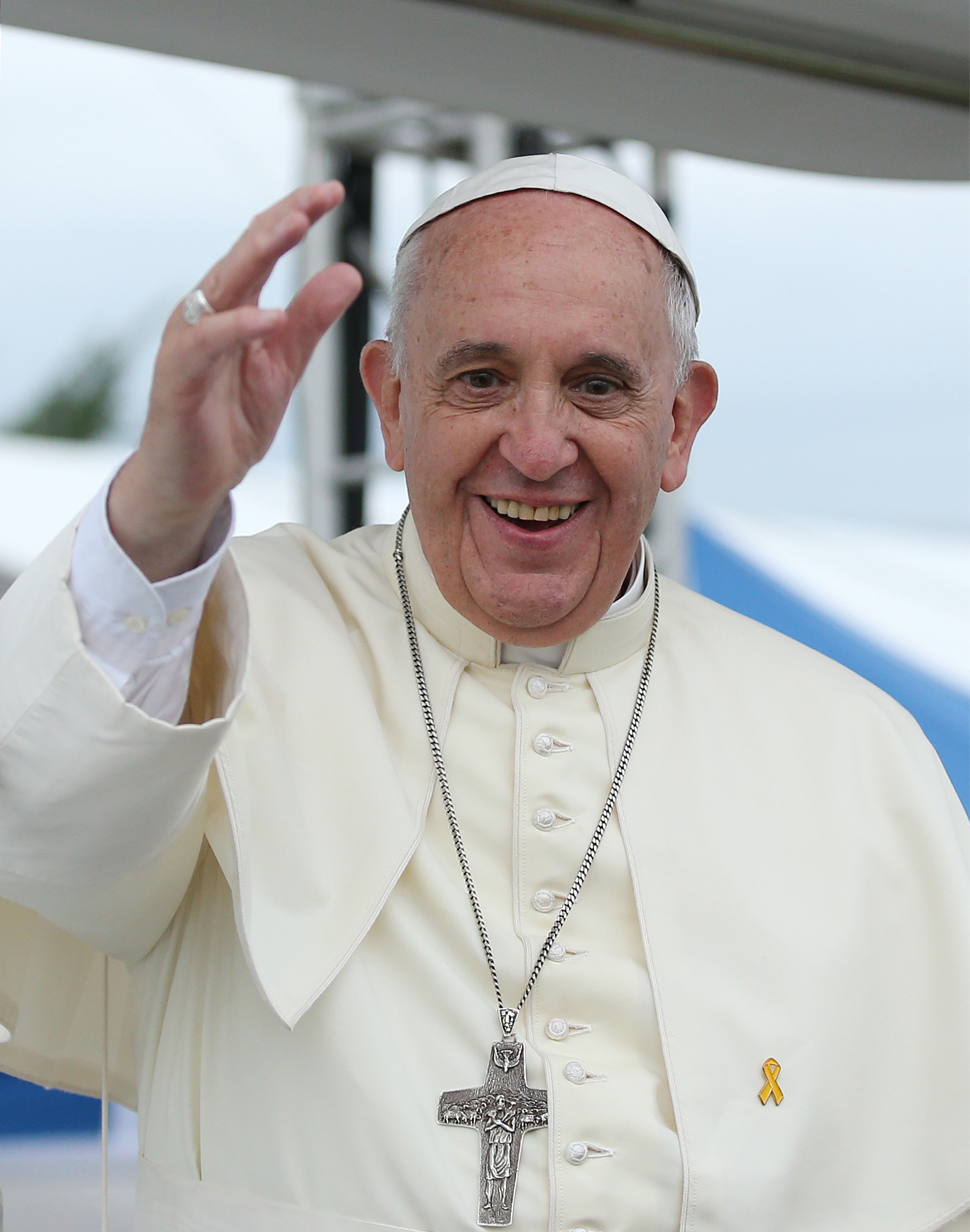
El Papa Francesc

| Núm. | Sant                                        | Data de canonització | Lloc de canonització                  |
| ---- | ------------------------------------------- | -------------------- | ------------------------------------- |
| 1.   | Antonio Primaldo i 812 companys             | 12 maig 2013         | Plaça de Sant Pere, Ciutat del Vaticà |
| 2.   | Laura Montoya Upegui                        | 12 maig 2013         | Plaça de Sant Pere, Ciutat del Vaticà |
| 3.   | Maria Guadalupe Garcia Zavala               | 12 maig 2013         | Plaça de Sant Pere, Ciutat del Vaticà |
| 4.   | Àngela de Foligno                           | 9 octubre 2013       | Confirmació de culte                  |
| 5.   | Pierre Favre                                | 17 desembre 2013     | Confirmació de culte                  |
| 6.   | José de Anchieta                            | 3 abril 2014         | Confirmació de culte                  |
| 7.   | Maria de l'Encarnació Guyart                | 3 abril 2014         | Confirmació de culte                  |
| 8.   | Francis-Xavier de Montmorency-Laval         | 3 abril 2014         | Confirmació de culte                  |
| 9.   | Joan XXIII                                  | 27 abril 2014        | Plaça de Sant Pere, Ciutat del Vaticà |
| 10.  | Joan Pau II                                 | 27 abril 2014        | Plaça de Sant Pere, Ciutat del Vaticà |
| 11.  | Kuriakose Elias Chavara                     | 23 novembre 2014     | Plaça de Sant Pere, Ciutat del Vaticà |
| 12.  | Nicholas Longobardi                         | 23 novembre 2014     | Plaça de Sant Pere, Ciutat del Vaticà |
| 13.  | Rosa Eluvathingal                           | 23 novembre 2014     | Plaça de Sant Pere, Ciutat del Vaticà |
| 14.  | Giovanni Antonio Farina                     | 23 novembre 2014     | Plaça de Sant Pere, Ciutat del Vaticà |
| 15.  | Lluís de Casoria                            | 23 novembre 2014     | Plaça de Sant Pere, Ciutat del Vaticà |
| 16.  | Amato Ronconi                               | 23 novembre 2014     | Plaça de Sant Pere, Ciutat del Vaticà |
| 17.  | Joseph Vaz                                  | 14 gener 2015        | Galle Face Green, Colombo, Sri Lanka  |
| 18.  | Jeanne Émilie de Villeneuve                 | 17 maig 2015         | Plaça de Sant Pere, Ciutat del Vaticà |
| 19.  | Maria Cristina de la Immaculada Concepció   | 17 maig 2015         | Plaça de Sant Pere, Ciutat del Vaticà |
| 20.  | Mariam Baouardy                             | 17 maig 2015         | Plaça de Sant Pere, Ciutat del Vaticà |
| 21.  | Marie-Alphonsine Danil Ghattas              | 17 maig 2015         | Plaça de Sant Pere, Ciutat del Vaticà |
| 22.  | Juníper Serra                               | 23 setembre 2015     | Washington DC, Estats Units           |
| 23.  | Louis Martin                                | 18 octubre 2015      | Plaça de Sant Pere, Ciutat del Vaticà |
| 24.  | Marie-Azélie Guérin Martin                  | 18 octubre 2015      | Plaça de Sant Pere, Ciutat del Vaticà |
| 25.  | Vincenzo Grossi                             | 18 octubre 2015      | Plaça de Sant Pere, Ciutat del Vaticà |
| 26.  | María Isabel Salvat Romero                  | 18 octubre 2015      | Plaça de Sant Pere, Ciutat del Vaticà |
| 27.  | Stanisław Papczyński                        | 5 juny 2016          | Plaça de Sant Pere, Ciutat del Vaticà |
| 28.  | Elizabeth Hesselblad                        | 5 juny 2016          | Plaça de Sant Pere, Ciutat del Vaticà |
| 29.  | Teresa de Calcuta                           | 4 setembre 2016      | Plaça de Sant Pere, Ciutat del Vaticà |
| 30.  | José Gabriel del Rosario Brochero           | 16 octubre 2016      | Plaça de Sant Pere, Ciutat del Vaticà |
| 31.  | José Sánchez del Río                        | 16 octubre 2016      | Plaça de Sant Pere, Ciutat del Vaticà |
| 32.  | Manuel González García                      | 16 octubre 2016      | Plaça de Sant Pere, Ciutat del Vaticà |
| 33.  | Elisabet de la Trinitat                     | 16 octubre 2016      | Plaça de Sant Pere, Ciutat del Vaticà |
| 34.  | Alfonso Maria Fusco                         | 16 octubre 2016      | Plaça de Sant Pere, Ciutat del Vaticà |
| 35.  | Lodovico Pavoni                             | 16 octubre 2016      | Plaça de Sant Pere, Ciutat del Vaticà |
| 36.  | Salomone Leclercq                           | 16 octubre 2016      | Plaça de Sant Pere, Ciutat del Vaticà |
| 37.  | Jacinta Marto                               | 13 maig 2017         | Fàtima, Portugal                      |
| 38.  | Francisco Marto                             | 13 maig 2017         | Fàtima, Portugal                      |
| 39.  | Faustino Míguez                             | 15 octubre 2017      | Plaça de Sant Pere, Ciutat del Vaticà |
| 40.  | Luca Antonio Falcone                        | 15 octubre 2017      | Plaça de Sant Pere, Ciutat del Vaticà |
| 41.  | André de Soveral i 29 companys              | 15 octubre 2017      | Plaça de Sant Pere, Ciutat del Vaticà |
| 42.  | Cristòbal i 2 companys                      | 15 octubre 2017      | Plaça de Sant Pere, Ciutat del Vaticà |
| 43.  | Pau VI                                      | 14 d'octubre de 2018 | Plaça de Sant Pere, Ciutat del Vaticà |
| 44.  | Óscar Arnulfo Romero                        | 14 d'octubre de 2018 | Plaça de Sant Pere, Ciutat del Vaticà |
| 45.  | Francesco Spinelli                          | 14 d'octubre de 2018 | Plaça de Sant Pere, Ciutat del Vaticà |
| 46.  | Vincenzo Romano                             | 14 d'octubre de 2018 | Plaça de Sant Pere, Ciutat del Vaticà |
| 47.  | Maria Katharina Kasper                      | 14 d'octubre de 2018 | Plaça de Sant Pere, Ciutat del Vaticà |
| 48.  | Nazaria Ignacia de Santa Teresa de Jesús    | 14 d'octubre de 2018 | Plaça de Sant Pere, Ciutat del Vaticà |
| 49.  | Nunzio Sulprizio                            | 14 d'octubre de 2018 | Plaça de Sant Pere, Ciutat del Vaticà |
| 50.  | Bartolomeu Fernandes dos Mártires           | 5 de juliol de 2019  | Confirmació de culte                  |
| 51.  | John Henry Newman                           | 13 d'octubre de 2019 | Plaça de Sant Pere, Ciutat del Vaticà |
| 52.  | Giuseppina Vannini                          | 13 d'octubre de 2019 | Plaça de Sant Pere, Ciutat del Vaticà |
| 53.  | Mariam Thresia Chiramel Mankidiyan          | 13 d'octubre de 2019 | Plaça de Sant Pere, Ciutat del Vaticà |
| 54.  | Dulce Lopes Pontes                          | 13 d'octubre de 2019 | Plaça de Sant Pere, Ciutat del Vaticà |
| 55.  | Marguerite Bays                             | 13 d'octubre de 2019 | Plaça de Sant Pere, Ciutat del Vaticà |
| 56.  | Margarida de Città di Castello              | 24 abril 2021        | Confirmació de culte                  |
| 57.  | Titus Brandsma                              | 15 maig 2022         | Plaça de Sant Pere, Ciutat del Vaticà |
| 58.  | Devasahayam Pillai                          | 15 maig 2022         | Plaça de Sant Pere, Ciutat del Vaticà |
| 59.  | César de Bus                                | 15 maig 2022         | Plaça de Sant Pere, Ciutat del Vaticà |
| 60.  | Luigi Maria Palazzolo                       | 15 maig 2022         | Plaça de Sant Pere, Ciutat del Vaticà |
| 61.  | Giustino Maria Russolillo                   | 15 maig 2022         | Plaça de Sant Pere, Ciutat del Vaticà |
| 62.  | Charles de Foucauld                         | 15 maig 2022         | Plaça de Sant Pere, Ciutat del Vaticà |
| 63.  | Marie Rivier                                | 15 maig 2022         | Plaça de Sant Pere, Ciutat del Vaticà |
| 64.  | Maria Francesca de Jesús Rubatto            | 15 maig 2022         | Plaça de Sant Pere, Ciutat del Vaticà |
| 65.  | Maria de Jesús Santocanale                  | 15 maig 2022         | Plaça de Sant Pere, Ciutat del Vaticà |
| 66.  | Maria Domenica Mantovani                    | 15 maig 2022         | Plaça de Sant Pere, Ciutat del Vaticà |
| 67.  | Giovanni Battista Scalabrini                | 9 octubre 2022       | Plaça de Sant Pere, Ciutat del Vaticà |
| 68.  | Artémides Zatti                             | 9 octubre 2022       | Plaça de Sant Pere, Ciutat del Vaticà |
| 69.  | María Antonia de Paz y Figueroa             | 11 febrer 2024       | Plaça de Sant Pere, Ciutat del Vaticà |
| 70.  | Manuel Ruiz i 10 companys màrtirs de Damasc | 20 octubre 2024      | Plaça de Sant Pere, Ciutat del Vaticà |
| 71.  | Giuseppe Allamano                           | 20 octubre 2024      | Plaça de Sant Pere, Ciutat del Vaticà |
| 72.  | Marie-Léonie Paradis                        | 20 octubre 2024      | Plaça de Sant Pere, Ciutat del Vaticà |
| 73,  | Elena Guerra                                | 20 octubre 2024      | Plaça de Sant Pere, Ciutat del Vaticà |
| 74.  | Teresa de Sant Agustí i 15 companys màrtirs | 18 desembre 2024     | Palau Episcopal, Ciutat del Vaticà    |